# شهرک صنعتی مرند
شهرک صنعتی مرند یکی از شهرک‌های صنعتی استان آذربایجان شرقی است که در ۸ کیلومتری شمال شرقی شهر مرند  در کنار جاده جلفا واقع شده‌است.
طرحهای قابل واگذاری در شهرک
| واقع در شهرستان:                                | مرند |
| مساحت کل شهرک(هکتار):                           | 50   |
| مساحت فاز عملیاتی(هکتار):                       | 47.6 |
| مساحت صنعتی(هکتار):                             | 26   |
| تعداد قراردادهای منعقده:                        | 110  |
| مساحت واگذار شده(هکتار):                        | 0    |
| تعداد واحد های به بهره برداری رسیده:            | 58   |
| تعداد اشتغال واحدهای به بهره برداری رسیده(نفر): | 1055 |
| تعداد طرحهاي در حال ساخت و ساز:                 | 26   |

فاصله شهرک از:
| فاصله تا فرودگاه:           | 84 کیلومتر |
| فاصله تا راه آهن:           | 8 کیلومتر  |
| فاصله تا مرکزاستان:         | 84 کیلومتر |
| فاصله تا نزدیکترین شهرستان: | 8 کیلومتر  |
| فاصله تا گمرک:              | 65 کیلومتر |
| فاصله تا نزدیکترین بندر:    | 0 کیلومتر  |

امکانات شهرک:
| آب:                         | دارد  |
| برق:                        | دارد  |
| تلفن:                       | دارد  |
| گاز:                        | دارد  |
| دسترسی اینترنت (کافو نوری): | دارد  |
| تصفیه خانه فاضلاب:          | دارد  |
| پست فشار قوی:               | ندارد |